# Béchy
Béchy és un municipi francès, situat al departament del Mosel·la i a la regió del Gran Est. L'any 2007 tenia 525 habitants.

## Demografia

### Població
El 2007 la població de fet de Béchy era de 525 persones. Hi havia 196 famílies, de les quals 39 eren unipersonals (16 homes vivint sols i 23 dones vivint soles), 59 parelles sense fills, 82 parelles amb fills i 16 famílies monoparentals amb fills.
La població ha evolucionat segons el següent gràfic:
Habitants censats

### Habitatges
El 2007 hi havia 207 habitatges, 194 eren l'habitatge principal de la família, 2 eren segones residències i 11 estaven desocupats. 178 eren cases i 29 eren apartaments. Dels 194 habitatges principals, 158 estaven ocupats pels seus propietaris, 34 estaven llogats i ocupats pels llogaters i 2 estaven cedits a títol gratuït; 2 tenien una cambra, 4 en tenien dues, 15 en tenien tres, 41 en tenien quatre i 133 en tenien cinc o més. 161 habitatges disposaven pel capbaix d'una plaça de pàrquing. A 70 habitatges hi havia un automòbil i a 104 n'hi havia dos o més.

### Piràmide de població
La piràmide de població per edats i sexe el 2009 era:
| Homes | Edats   | Dones |
| ----- | ------- | ----- |
| 0     | 95 o +  | 4     |
| 0     | 90 a 94 | 0     |
| 0     | 85 a 89 | 0     |
| 0     | 80 a 84 | 4     |
| 0     | 75 a 79 | 0     |
| 12    | 70 a 74 | 20    |
| 8     | 65 a 69 | 8     |
| 8     | 60 a 64 | 12    |
| 4     | 55 a 59 | 8     |
| 24    | 50 a 54 | 8     |
| 24    | 45 a 49 | 40    |
| 4     | 40 a 44 | 28    |
| 32    | 35 a 39 | 16    |
| 16    | 30 a 34 | 16    |
| 28    | 25 a 29 | 16    |
| 12    | 20 a 24 | 16    |
| 28    | 15 a 19 | 4     |
| 20    | 10 a 14 | 16    |
| 20    | 5 a 9   | 28    |
| 12    | 0 a 4   | 24    |

## Economia
El 2007 la població en edat de treballar era de 346 persones, 264 eren actives i 82 eren inactives. De les 264 persones actives 240 estaven ocupades (124 homes i 116 dones) i 24 estaven aturades (12 homes i 12 dones). De les 82 persones inactives 37 estaven jubilades, 24 estaven estudiant i 21 estaven classificades com a «altres inactius».

### Ingressos
El 2009 a Béchy hi havia 188 unitats fiscals que integraven 507 persones, la mediana anual d'ingressos fiscals per persona era de 18.387 €.

### Activitats econòmiques
Dels 8 establiments que hi havia el 2007, 1 era d'una empresa extractiva, 2 d'empreses de construcció, 2 d'empreses de comerç i reparació d'automòbils, 1 d'una empresa de transport, 1 d'una empresa immobiliària i 1 d'una empresa de serveis.
Dels 3 establiments de servei als particulars que hi havia el 2009, 1 era un taller de reparació d'automòbils i de material agrícola, 1 fusteria i 1 electricista.
L'any 2000 a Béchy hi havia 6 explotacions agrícoles.

## Equipaments sanitaris i escolars
El 2009 hi havia una escola elemental.

## Poblacions més properes
El següent diagrama mostra les poblacions més properes.